# 曹爽
曹 爽（そう そう、? - 正始10年正月10日（249年2月9日））は、中国三国時代の魏の武将、政治家。字は昭伯。魏の宗室の身分である。父は曹真。妻は劉氏。

## 略歴

### 権力獲得まで
曹叡（明帝）の東宮（皇太子）時代から寵愛が厚く、曹叡が即位すると散騎常持になり、やがて武衛将軍になるなど、取り分け厚遇されていた。
239年（景初3年）に曹叡が病床に伏すと、曹爽は大将軍の位を賜り、司馬懿と共に猶子で皇太子の曹芳（一説では曹彰の孫）の補佐をすることを命じられた。
曹叡が36歳で崩御し曹芳（斉王）が即位すると、曹爽は侍中の位を与えられ、「剣履上殿」・「入朝不趨」・「謁賛不名」（剣を帯び、靴を履いたまま昇殿し、小走りに走らずともよく、帝に目通りする際は実名を呼ばれない）と言う特権を与えられた。魏は曹丕以来、皇族などの近親者を政治・軍事両面から遠避ける政策を採ってきた。遠縁の曹冏（曹騰の従玄孫）はこれを憂慮し、一族を登用して藩塀（国家を守る壁）としての役目を果たさせるべきと意見した。しかし、曹爽はこの意見を採用することはなかった。

### 司馬懿との対立
初め、司馬懿に対しては父親に等しい対応で接していたが、何晏ら取り巻きの提言で権力を独占しようと画策し、司馬懿を太傅に祭り上げて、事実上の名誉職に追いやることで、彼の権力を押さえ込もうとした。しかし、司馬懿の軍事的実績が重く、その軍権はそのままだった（曹爽も司馬懿の軍権を保証するため、司馬懿の大司馬兼任を推挙したが、不吉な先例があったとして却下されている）。一方曹爽の取り巻きは、名声はあるものの実績が乏しかった。そこで、大功を立てようと244年（正始5年）に蜀漢征伐を試みるが（興勢の役）、険しい地形に阻まれて大軍を維持するための補給が滞り、蜀の王平の頑強な抵抗もあって無惨にも失敗している。また、補給に氐・羌族を動員したが、輸送などの事故による犠牲者が少なからず出たため、彼らの不満を高める結果になった。その後、何晏達が政治を壟断したため、魏の政治は乱れることになった。司馬懿はこの状況を憂慮し、また保身のため「自分は高齢である」という理由で、病気と称して引き籠ってしまった。246年（正始7年）に呉の孫権が朱然率いる軍を派遣して柤中に攻め込ませ、曹爽は中央朝廷の大軍の指揮を自ら執り、これを迎え撃した（二度目柤中の戦い）。曹爽の大敗によって犠牲者も数万人以上となり、朱然に大破されたので敗走した。しかし、朱然はこれを見逃さず、柤中を越えて魏軍を追撃し数千余人を斬り、魏軍は大敗を喫した。

### 政変と死
248年（正始9年）曹爽の取り巻きの一人である李勝が、荊州に赴任するに当たり司馬懿を見舞った時、司馬懿は重病を装い彼らを欺いた。
249年（正始10年）正月（1月）6日、曹爽・曹羲兄弟が皇帝の墓参りのお供をして出かけたのを見計らい、司馬懿は抱き込んだ郭皇后の命で兵馬を指揮して、洛陽の武器庫を占拠し城を閉門させクーデターを起こした。側近の桓範は、曹家所縁の許昌に拠って兵馬を募り、併せて食糧徴発権を持つ大司農の印章を提示して司馬懿との決戦を主張したが、先手を取られた曹爽は、「私は富豪でいられるのならば、司馬懿に降伏してもいい」と述べ、司馬懿から軍籍解任と引き換えに罪を許すと言われると、戦意を失い降伏した（高平陵の変）。しかし司馬懿は曹爽兄弟を解任したばかりでなく、軟禁して徹底的な監視下に置き、食料の買出しさえも自由にさせなかった。そこで司馬懿に殺意があるのか窺う意味も込めて、食料の差入を申し入れると、すぐ食料が届けられたため、曹爽たちは安心した。
しかし正月10日になり、宦官張当の「曹爽らが3月に謀反を計画していた」という自白を根拠に、魏の皇室の分家筋の曹爽一族を警戒した司馬懿父子によって何晏らと共に謀反を企てた疑いで投獄され、即日三族皆殺しの刑に処せられた。
皇族曹氏の勢力はこれ以降衰退し、司馬懿の一族が事実上の支配権をもつことになった。